# Malindi (huyện)
Huyện Malindi là một huyện thuộc tỉnh Coast ở Kenya. Theo điều tra dân số ngày 24 tháng 8 năm 1999, huyện này có dân số 281552 người. Huyện Malindi có diện tích 7751 km². Huyện lỵ đóng tại Malindi.